# Jaume Collell y Bancells
Jaume Collell i Bancells (Vich, Barcelona, 18 de diciembre de  1846 - Vic, 1 de marzo de 1932) fue un eclesiástico y escritor español.

## Biografía
Natural de Vich, cursó la carrera eclesiástica en el seminario conciliar de aquella ciudad y Filosofía y Letras en la Universidad literaria de Barcelona. Se ordenó sacerdote en 1873, dedicándose después a la predicación y a la enseñanza y llegando incluso a regentar algunas cátedras. En 1886 fue agraciado con una canongía de la catedral de Vich.
Desde la edad de diecinueve años se dedicó al periodismo, publicando en revistas religiosas y literarias varios artículos y poesías. Ya antes de ser ordenado sacerdote (1873), militó en el movimiento catalanista. Publicó Catalanisme: lo que és i lo que deuria ésser (1879), y colaboró en la mayoría de los periódicos católicos y conservadores de Cataluña, siendo un periodista polémico. El 5 de enero de 1878 fundó La Veu del Montserrat, portavoz del catolicismo moderado catalán y que tenía como lema pro aris et focis, que continuó publicándose en Vich bajo su dirección. Asimismo, leyó en el círculo literario de aquella ciudad varios discursos sobre sociología, literatura general y arqueología. Fue impulsor del Museo de antigüedades de su localidad natal y propugnó la salvación del templo romano, descubierto al derribarse el castillo de Moncada.
En 1869 obtuvo el premio de la Englantina d'or en los Juegos Florales, por su poesía A la gent de l'any vuyt, de la que Antonio Ros de Olano publicó una traducción en castellano en la Ilustración de Madrid; en la noticia que precedía al poema, consideraba a Jaume poeta. Gran propagador de estos Juegos Florales, presidió los de Barcelona de 1887, 1908 y 1925. En 1870 la flor natural por la poesía Montserrat, y en 1871, el tercer premio ordinario por Lo Somatent. En 1870 también le premiaron de manera extraordinaria por una composición titulada La Fira.
Se opuso fuertemente a las Normas ortográficas (1913) del Instituto de Estudios Catalanes y fue un miembro destacado de la Acadèmia de la Llengua Catalana. Fundó la Revista Catalana (1889); dirigió la Gazeta Montanyesa de 1905 a 1914, de la que fundó la continuación, la Gazeta de Vich (1914). Publicó diversos libros de recuerdos, y las cartas recibidas de José Torras y Bages (1926) y Jacinto Verdaguer (1929). Con motivo de los setenta años de periodista le dedicaron un homenaje, y le fue publicada la recopilación Sembrant arreu (1927) con el patrocinio de Francesc Cambó. 
Fue correspondiente de varias academias, como la Real Academia de Bellas Artes de San Fernando o la de Buenas Letras de Barcelona. Asimismo, fue mestre en gay saber, arcade romano y socio de varias corporaciones literarias y científicas.. En el círculo literario de Vich desempeñó también varios cargos, el de vicepresidente entre ellos.
Falleció en su ciudad natal en 1932. De manera póstuma se publicó su Efemèrides dels meus 50 anys de sacerdoci (1938).